# Єй Теодора Озакі
Єй Евелін Теодора Кейт Одзакі (яп. 英子 セオドラ 尾崎, Eiko Seodora Ozaki, грудень 1870 – 28 грудня 1932 року) — перекладачка японських оповідань та казок. Її переклади відзначалися значною творчою свободою, але були популярними і перевидавалися кілька разів після її смерті.

## Життєпис
Озакі народилася 1871 року в Лондоні в родині барона Сабуро Озакі, одного з перших японців, які навчалися на Заході, та англійки Батії Кетрін Моррісон (1843—1936), дочки Вільяма Мейсона Моррісона (1819—1885) і Мері Енн Моррісон. Батія була однією з наставниць Озакі в Лондоні. Вони одружилися 1869 року. За словами Мері Фрейзер в уривку «Біографічний нарис» із «Воїнів старої Японії та інших оповідань» Батія жила окремо від Озакі. Батія народила ще двох доньок, Масако Мод Мері Гаррієтт Озакі (нар. січня 1872) і Кімі Батія Олександру Озакі (1873—1964). 1873 року барон Озакі повернувся до Японії, щоб одружитися за домовленістю з японською шляхтанкою Тода Яе, щоб продовжити прізвище Тода, яке належало до вищого класу. Зрештою у 1880 році він переїхав на посаду до Санкт-Петербурга, намагаючись помиритися з Батією, яка була внесена до його сімейного реєстру (косекі). Але виникли нові проблеми, і в грудні 1880 року Батія повернулася з Росії. Зрештою, вони розлучилися в Лондоні, можливо, через те, що Озакі був батьком кількох дітей: одного з Тодою Яе та сімох (пізніше — 14) зі своєю японською коханкою Фуджікі Мічі, що створило таку ситуацію, в якій «її англійські друзі навряд чи могли б порадити їй [поїхати]».
Після розлучення їхніх батьків у 1881 році, за пропозицією друга барона Озакі, усі три дочки виросли з Батією та їхніми англійськими бабусею та дідусем у Сент-Олбанс Котедж, Фулхем, Лондон. Відомо, що її дід Вільям заохочував її до письма англійською мовою, яка стала їй рідною мовою разом із японською. Після кількох випадків несплати аліментів у травні 1887 року Єй і Кімі за згодою матері поїхали в Токіо до свого батька. Масако залишилася в Англії та 1906 року вийшла заміж за англійця, а Кімі пізніше оселилася в Норвегії.
Фрейзер зазначає, що Єй сподобався період, коли її відправили жити з батьком до Японії, де вона здобула освіту. Однак її батько сподівався, що вона дотримуватиметься японських суспільних норм, а також очікував, що її чоловік також прийме відповідне рішення. Однак Єй відмовилася від шлюбу за домовленістю, покинула батьківський дім і, щоб заробити грошей, стала репетиторкою англійської мови та секретаркою. Згодом вона познайомилася з Мері Фрейзер, дружиною британського дипломата Г'ю Фрейзера, і в 1891 році Єй стала секретаркою в британському посольстві. Після смерті Г'ю Фрейзера 1894 року вона супроводжувала пані Фрейзер у її подорожах до Європи, зокрема до Італії. У 1899 році Єй повернулася до Японії, де Фукудзава Юкіті влаштував її на посаду вчительки в Кейо Ґідзюку, і вона жила в буддійському храмі.
Під час подорожі до Італії брат Мері, Френсіс М. Кроуфорд, дізнався про талант Єй до написання та оповідання історій. Натхненний успіхом популярної серії японських казок Хасеґави Такедзіро, Єй почала записувати менші історії та перекладати японські казки. Деякі з них були у 1900—1902 роках прийняті до публікації англійськими журналами, зокрема журналом The Wide World Magazine, лондонським журналом The Girl's Realm та його сестринським журналом The Lady's Realm. Її перша велика робота, «Книга японських казок» (1903—1908), була опублікована в жовтні 1903 року, перевидана в 1904, 1906 і 1908 роках у Лондоні видавництвом Kelly & Walsh. Оскільки збірка японських казок не була перекладена з офіційної японської мови, вона була перероблена нею на повсякденну мову для дітей, що забезпечило їм популярність в англомовних країнах. У 1908 році Келлі та Волш у лондонському видавництві Constable опублікували «Кристал Будди та інші казкові історії», а в 1909 році — «Воїни старої Японії та інші історії» зі вступним словом Джона Гарінгтона Габбінса. «Романи стародавньої Японії» були опубліковані в 1919 році одночасно в Лондоні та Нью-Йорку.
Починаючи з того часу, як вона розпочала свою письменницьку кар'єру, часто подорожуючи між Японією та Європою через Північну Америку, як того вимагали її службові та сімейні обов'язки, її листи часто неправильно доставляли не пов'язаному з родиною японському політику та меру Токіо Юкіо Озакі та його до її через те саме прізвище. У 1905 році вони нарешті зустрілися в Токіо, а невдовзі одружилися і між 1906 і 1912 роками народили трьох дітей: Кійоку, Шинає та Сому Юкіко (відомий гуманітарій і перша японська жінка, яка отримала кваліфікацію синхронного перекладача).
На початку 1930-х років Єй отримала травму плеча, коли їхала до Англії, щоб відвідати свою родину в Лондоні. Однак японські лікарі неправильно діагностували її випадок як випадкове падіння. Натомість у США їй діагностували саркому та пролікували її, що дозволило їй знову подорожувати.
1932 року Єй померла в Лондоні. Її останки були повернуті до Японії.

## Праці
- «Японські казки» (1908), також «Японська книга казок» (1903)[5]
- «Воїни Старої Японії та інші історії»
- «Романи стародавньої Японії»
- Кристал Будди та інші казки
- «Деякі сучасні японські поети» (1920)[6]